# 大克雷沃克尔
大克雷沃克尔（法語：Crèvecœur-le-Grand，法語發音：[kʁɛvkœʁ lə ɡʁɑ̃]）是法国瓦兹省的一个市镇，属于博韦区。

## 地理
大克雷沃克尔（49°36'30"N, 2°4'41"E）面积12.3 平方千米，位于法国上法蘭西大區瓦兹省，该省份为法国北部内陆省份，北起索姆省，西接厄尔省和滨海塞纳省，南至塞纳-马恩省和瓦兹河谷省，东临埃纳省。
与大克雷沃克尔接壤的市镇（或旧市镇、城区）包括：布利库尔、卡特、弗朗卡斯泰勒、勒加莱、埃托梅尼勒、利于、罗唐日、维耶夫维莱尔。
大克雷沃克尔的时区为UTC+01:00、UTC+02:00（夏令时）。

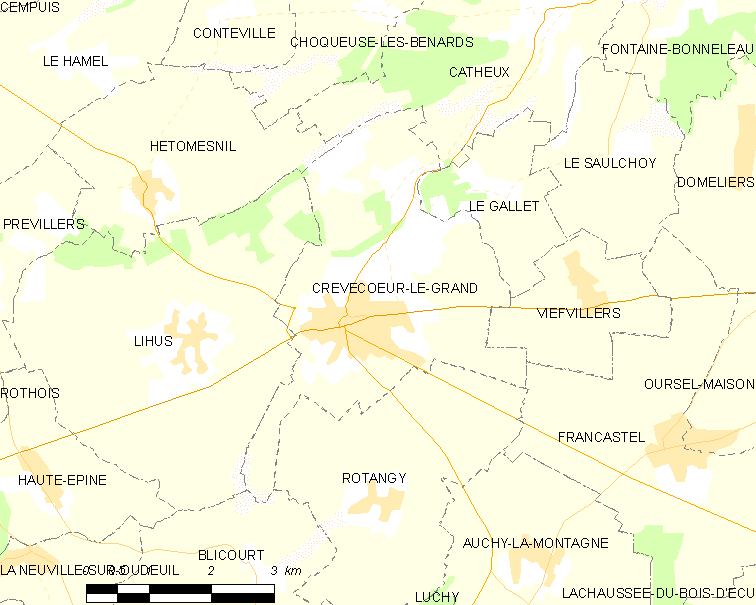
大克雷沃克尔的OSM定位图

## 行政
大克雷沃克尔的邮政编码为60360，INSEE市镇编码为60178。

## 政治
大克雷沃克尔所属的省级选区为圣瑞斯特昂绍塞县。

## 人口

1962-2008年间大克雷沃克尔人口变化图示

大克雷沃克尔于2022年1月1日时的人口数量为3458人。